# Leónidas Plaza Gutiérrez
Leónidas Plaza Gutiérrez (Charapotó, 1865 – Huigra, 1932) è stato un politico ecuadoriano.
Esule a El Salvador rimpatriato nel 1895, fu deputato e presidente della camera dei deputati. Delfino di Eloy Alfaro, fu presidente dell'Ecuador dal 1901 al 1905 e dal 1912 al 1916.